# Palacio de Abajo (Cenera)
El Palacio de Abajo ubicado en Cenera, municipio de Mieres (Asturias, España) es una construcción palacial del siglo XVIII, de planta rectangular dividida en dos pisos. La separación de las plantas viene marcada por una línea de imposta.
La facha principal tiene, como eje decorativo, el gran portalón adintelado al que se superpone un corredor de madero. En el centro se coloca un escudo, que pudo ser de la familia Cachero.
Los muros son de mampostería, y los enmarques de los vanos, puerta e imposta de sillería. Junto a la casa hay dependencias dedicadas a aparceña.